# Maksim Rodshtein
Maksim (Maxim) Rodshtein (nascut el 19 de gener de 1989 a Leningrad, llavors RSS de Rússia), és un jugador d'escacs israelià, que té el títol de Gran Mestre des de 2007.
A la llista d'Elo de la FIDE del gener de 2022, hi tenia un Elo de 2591 punts, cosa que en feia el jugador número 6 (en actiu) d'Israel, i el número 249 del rànquing mundial. El seu màxim Elo va ser de 2708 punts, a la llista del febrer de 2016 (posició 38 al rànquing mundial).

## Resultats destacats en competició
Nascut a Rússia, on ja era considerat un gran talent, Rodshtein va marxar de petit a Israel, on va guanyar els campionats nacionals de totes les edats juvenils. Va aconseguir ser segon dos cops en els Campionats d'Europa per edats: el 1999 en categoria Sub-10, i el 2002 en categoria Sub-14.
El 2004 guanyà el Campionat del món Sub-16 a Grècia. El 2006, guanyà el Campionat d'Israel. El 2007 empatà als llocs 1r-3r (amb Branko Damljanovic i Gabriel del Río), i fou primer per desempat, al 25è Obert Internacional d'Andorra (30 de juny – 8 de juliol de 2007), un fort torneig amb 101 jugadors.
El 2008 empatà al primer lloc al Campionat d'Israel, però no va obtenir el títol degut al seu pitjor desempat.
L'agost de 2010 guanyà a Barcelona el fort XII Obert Internacional de Sants, Hostafrancs i la Bordeta.
També el 2010, obtingué el 8è lloc al Campionat d'Europa individual, cosa que el classificà per disputar la següent edició de la Copa del Món.
Entre l'agost i el setembre de 2011 participà en la Copa del món de 2011, a Khanti-Mansisk, un torneig del cicle classificatori pel Campionat del món de 2013, i hi va tenir una mala actuació, ja que fou eliminat per Pendyala Harikrishna en primera ronda (½-1½).
El febrer del 2012 va empatar als llocs 4t-8è amb Hrant Melkumian, Aleksandr Khalifman, Fabiano Caruana i Dmitri Andreikin a l'11è Aeroflot Open. El juliol de 2013 fou subcampió de l'Obert Vila de Benasc amb 8½ punts de 10, els mateixos punts que el campió Eduardo Iturrizaga i Aleksandr Dèltxev.
El gener del 2016 guanyà la "Rilton Cup" amb 8 punts de 9, mig punt per davant de Jon Ludvig Hammer.
El març de 2019 fou 4t al Campionat d'Europa individual a Skopje (el campió fou Vladislav Artémiev).

### Participació en competicions per equips
Rodshtein fou membre (al cinquè tauler) de l'equip israelià que va assolir la medalla d'argent a l'Olimpíada de Dresden de novembre de 2008, puntuant 7 de 9. En particular, va tenir gran part de responsabilitat en la victòria d'Israel contra els campions olímpics, Armènia. Pocs mesos més tard, el número u armeni, Levon Aronian, li va proposar de treballar com al seu segon.